# کارازولول
کارازولول (انگلیسی: Carazolol) یک آگونیست معکوس با میل ترکیبی بالا (که به آن مسدودکننده بتا نیز گفته می‌شود) گیرنده β-آدرنرژیک است.